# Дервуд (Мериленд)
Дервуд (енгл. Derwood) насељено је место без административног статуса у америчкој савезној држави Мериленд.

## Демографија
По попису из 2010. године број становника је 2.381.
| Група             | 2000.    | 2010.         |
| Белци             | 0 (0,0%) | 1.201 (50,4%) |
| Афроамериканци    | 0 (0,0%) | 197 (8,3%)    |
| Азијати           | 0 (0,0%) | 608 (25,5%)   |
| Хиспаноамериканци | 0 (0,0%) | 282 (11,8%)   |
| Укупно            | 0        | 2.381         |